# Conflicto de Caprivi
El conflicto de Caprivi fue un conflicto armado entre el gobierno de Namibia y el Ejército de Liberación de Caprivi, un grupo rebelde que libró una breve insurrección en 1999 por la secesión de la Franja de Caprivi.

## Trasfondo
La Franja de Caprivi en el noreste de Namibia está habitada principalmente por el pueblo Lozi. Comparten un idioma y una historia comunes y, a menudo, se sienten más conectados con los lozi de los países vecinos: Zambia, Angola, Botsuana y Sudáfrica.
Una causa del conflicto se puede ver en una lucha de poder anterior entre Mishake Muyongo y el liderazgo del país (dominado por la SWAPO) durante el exilio de Muyongo en Angola. En julio de 1980, Muyongo fue destituido del cargo de vicepresidente de la SWAPO, acusado de estar involucrado en actividades subversivas y perseguir ambiciones secesionistas. Posteriormente fue detenido en Zambia y Tanzania, seguido de una supuesta purga contra los caprivianos en SWAPO.
Después de su regreso a Namibia en 1985, Muyongo formó el Partido Democrático Unido (UDP) que se unió a la Alianza Democrática de Turnhalle (DTA). Fue presidente del DTA desde 1991 hasta que fue expulsado en 1998.

## Creación del Ejército de Liberación de Caprivi (CLA)
El Ejército de Liberación de Caprivi se formó en 1994, con el objetivo de lograr el autogobierno de Caprivi. El gobierno de Namibia ha acusado a la CLA de estar aliada con el movimiento rebelde angoleño UNITA. UNITA es muy impopular en Namibia ya que ayudó a Sudáfrica a luchar contra la SWAPO durante la lucha de liberación. Las elecciones de 1989 demostraron que la Alianza Democrática de Turnhalle tenía una ventaja significativa en la región de Caprivi sobre la SWAPO.

## Insurrección de 1999
El 2 de agosto de 1999, el CLA lanzó ataques inesperados contra una base militar, un puesto fronterizo y la comisaría de policía de Katima Mulilo, la capital provincial de la región de Caprivi. También asaltaron la estación de radio estatal (de la Corporación de Radiodifusión de Namibia) y el aeropuerto de Katima Mulilo. En los enfrentamientos que siguieron entre las fuerzas rebeldes y gubernamentales, 14 personas murieron, incluidos algunos civiles que quedaron atrapados en el fuego cruzado. Se declaró estado de emergencia en la provincia y el gobierno arrestó a presuntos simpatizantes del CLA.
El apoyo a los rebeldes provino de Jonas Savimbi y UNITA de Angola, y del Frente Patriótico Barotse. Tanto las fuerzas angoleñas como las namibias, así como la UNITA, fueron acusadas de cometer violaciones de derechos humanos contra la población de la Franja de Caprivi.
El gobierno respondió con violencia y represión, y la declaración de un estado de emergencia que le otorgó amplios poderes, y los presuntos rebeldes fueron torturados mientras estaban encarcelados, según un informe de Amnistía Internacional.

## Consecuencias
Poco después del fallido intento de secesión, unas 3.000 personas buscaron refugio en la vecina Botsuana por temor a las represalias del gobierno de Namibia. Se les concedió el estatuto de refugiados y se les alojó en el campo de Dukwe. En diciembre de 2015, todavía había varios cientos de namibios viviendo en el campamento, aunque unos 2100 habían regresado a su país natal.